# 韦道福
韦道福（？—？），京兆郡杜陵县（今陕西省西安市长安区）人，出自京兆韦氏东眷，刘宋、北魏官员。

## 生平
韦道福的父亲韦罴受到前秦丞相王猛的器重，王猛将女儿嫁给了韦罴。韦罴在前秦出任东海郡太守，前秦灭亡后逃奔江南，在刘宋担任辅国将军、秦州刺史。韦道福有志向和谋略，历任刘宋盱眙郡、南沛郡二郡太守，兼领镇北府录事参军。当时刘宋徐州刺史薛安都谋划准备归附北魏，韦道福参与谋划此事，因为功劳出任安远将军，获赐爵位高密侯，因此仍然定居于彭城。韦道福去世后，朝廷赠予征虏将军、兖州刺史，谥号简。

## 儿子
- 韦欣宗，北魏太中大夫、代理幽州刺史、杜县简侯